# Ла-Кастельяна (Каракас)
Ла-Кастельяна (исп. La Castellana) — район города Каракаса, столицы Венесуэлы, расположенный в его северо-восточной части. Ла-Кастельяна граничит на юге с муниципалитетом Чакао, на востоке с районом Альтамира, с «Caracas Country Club» на западе, районом Кампо-Алегре и национальным парком Эль-Авила на севере.
Ла-Кастельяна — важный рекреационный, деловой и жилой район Каракаса, где стоимость квадратного метра недвижимости является одной из самых высоких в Венесуэле. В Ла-Кастельяне располагается ряд 5-звёздочных отелей, таких как «Renaissance Caracas» или «Me by Meliá».
В Ла-Кастельяне также находится торговый центр Сан-Игнасио (исп. Centro San Ignacio). Пользующийся популярностью молл состоит из пяти коммерческих уровней, на которых располагаются открытые террасы, спортивные, музыкальные и прочие магазины, разнообразные рестораны, а также кинотеатр. 
В районе Ла-Кастельяна также разместились посольства Германии, Испании, Великобритании, Эквадора, Бразилии, Швейцарии, Гондураса и Японии.